# Perilampus nesiotes
Perilampus nesiotes är en stekelart som beskrevs av Crawford 1911. Perilampus nesiotes ingår i släktet Perilampus och familjen gropglanssteklar. Inga underarter finns listade i Catalogue of Life.